# Monte Murud

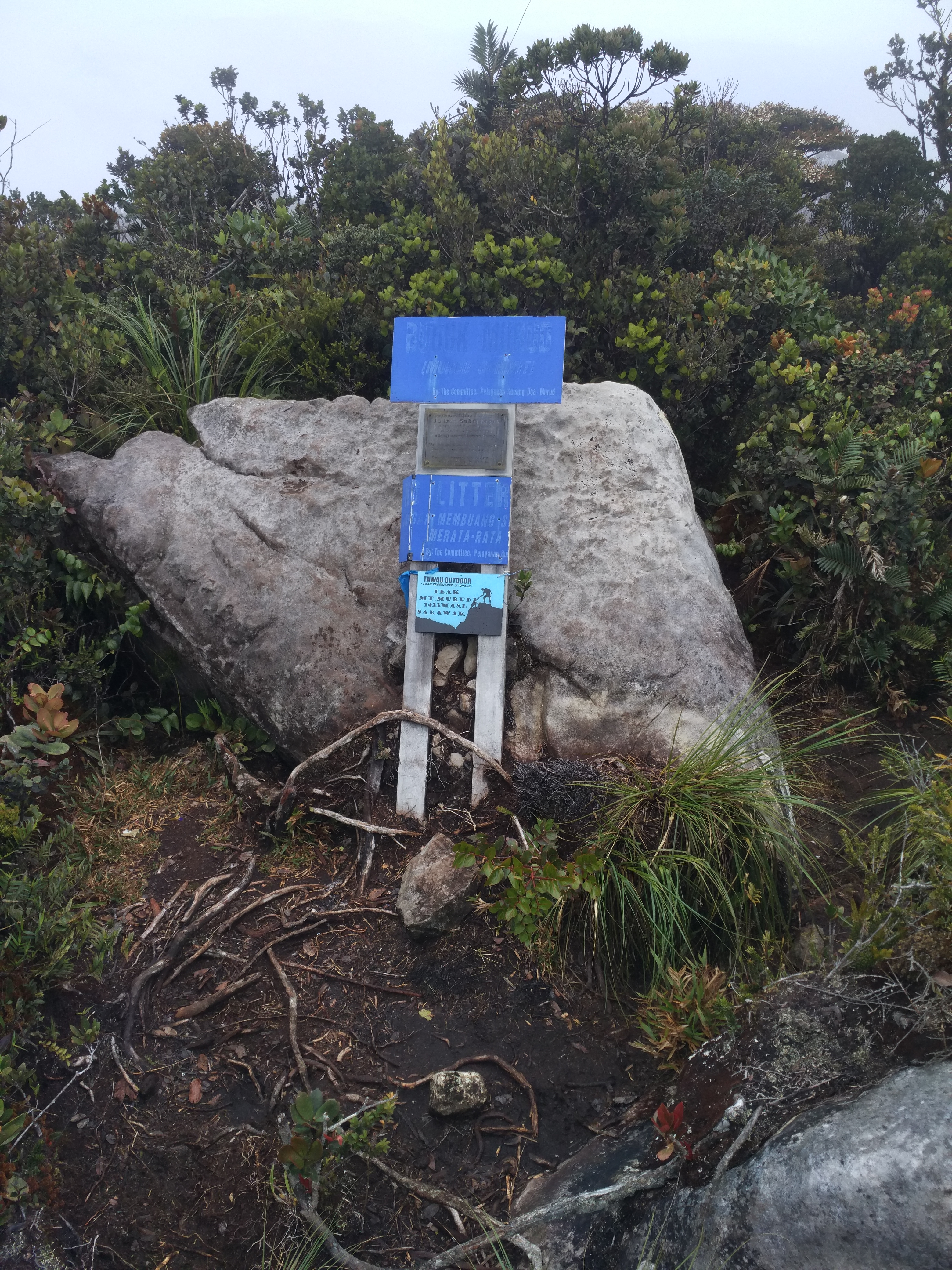
Pico monte Murud

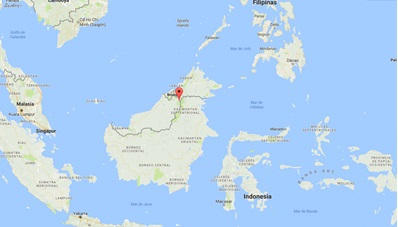

El monte Murud (en malayo: Gunung Murud) es una montaña de arenisca que se encuentra en la región de Limbang, en Sarawak, Borneo malayo.
El pico del monte Murud se encuentra a 2423 m sobre el nivel del mar, siendo así el punto más elevado del estado de Sarawak.
Se alza inmerso en la selva primaria de Borneo. 
La planta carnívora de jarra tropical, especie Nepenthes murudensis porta el nombre de la montaña ya que se cree que es endémica de la zona cercana a la cumbre.
El monte Murud se incluye dentro del parque nacional Pulong Tau. El parque nacional Pulong Tau carece en el momento de la redacción de este artículo de servicios turísticos.
Hay diferentes rutas para ascenderlo:
- Ba'kelalan - cumbre - Ba'kelalan: La más sencilla y rápida comienza en la población de Ba'kelalan, donde desde el aeropuerto de la ciudad comienza el ascenso de un día hasta el final del actual camino de tierra, se puede hacer noche en el mismo o continuar unas 2-3 horas más en buena ascensión, en ocasiones con cuerdas ya instaladas, por el camino que utilizan los nativos para subir a su campo santo, a los pies del pico Murud. Se puede hacer noche en el campo santo, respetando las normativas de no beber alcohol y no fumar en todo el lugar. El segundo día se hace cumbre por un camino poco señalizado (3 horas) y se puede descender hasta el final de la carretera, o hacer noche en el campo santo nuevamente.
- Pa-lungan - cumbre - Ba'kelalan: Una ruta de 3 a 6 días, dependiendo del estado de forma. Comienza en la aldea de Pa-lungan adentrándose en la selva, el sendero no está bien marcado y se deben cruzar varios riachuelos que en épocas de lluvia pueden ser peligrosos. El primer punto de referencia es un refugio construido por los cazadores de Pa-lungan y Kalimantan donde se puede hacer noche. En el refugio existen 2 bifurcaciones, una hacía Kalimantan y otra hacia la cumbre del monte Murud. Desde el refugio se camina por selva primaria unas 6 horas hasta la bifurcación de Ba-kelalan y la cumbre. Desde la bifurcación se debe planear una hora más hasta arribar a campo santo. Una pequeña aldea con una iglesia, donde los cristianos de Ba-kelalan suben cada año por las fiestas. Desde campo santo hasta la cumbre se sigue el mismo camino que el descrito en Ba'kelalan -cumbre hasta llegar a Ba-Kelalan.

La travesía se puede realizar más amplia comenzando desde Bario, donde existe un aeropuerto que conecta la ciudad con Miri, Lawas y Ba-kelalan en aviones de hasta 18 pasajeros.
Se debe contar con unas 4 horas desde el aeropuerto de Bario hasta Pa-lungan.